# Sundby, Ornö

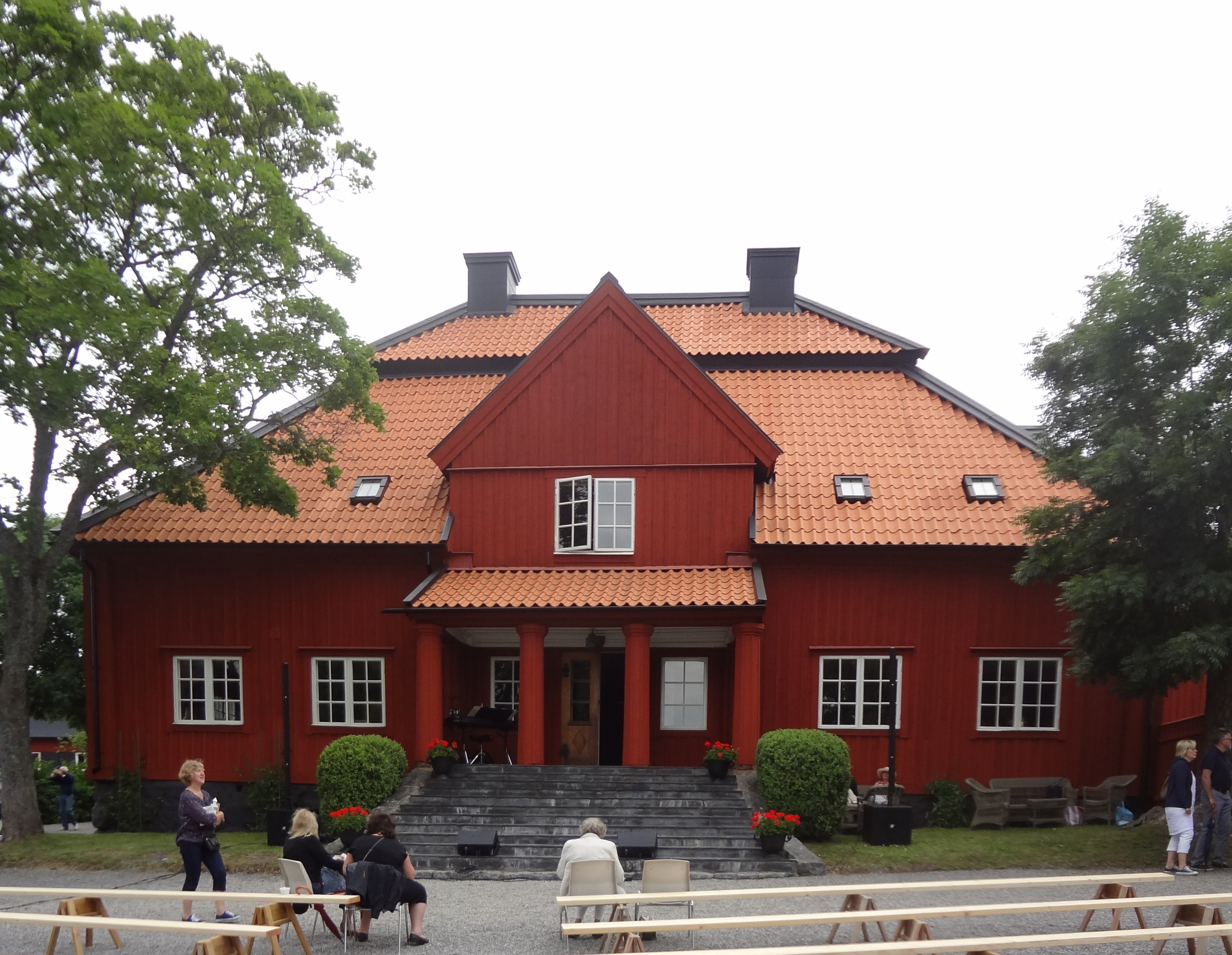
Sundby gård, juli 2012

Sundby är en herrgård och ett före detta säteri på Ornö i Ornö socken och Haninge kommun. Gården med tillhörande byggnader är belägen på öns sydöstra del vid Maren, en tidigare havsvik som intränger från öster.

## Historia
Sundby omtalas första gången i skriftliga handlingar 1467 då Tyska orden sålde Årsta slott med underlydande gårdar till Erik Axelsson (Tott). Årsta hade då ett torp här som räntade 12 öre och 1 pund smör årligen. År 1539 upptar årliga räntan fem kronofiskare i Sundby. Antalet varierar därefter mellan tre och fem bönder under 1500-talet. Tiondelängden upptar sex tiondepliktiga brukare i Sundby 1573. Större delen av byn köptes 1645 upp av Claes Stiernsköld som 1669 begärde och erhöll sätesfrihet för Sundby.
Sundby ärvdes därefter av Stiernskölds svärson Gustaf Adolph Sparre, tillföll släkten Stenbock men reducerades 1688 till kronan. Det kom dock snart åter i privat ägo och familjerna Stierncrona och Falkenberg. Det skövlades och brändes under rysshärjningarna 1719, men en ny herrgård i karolinsk stil började redan 1720 att uppföras ett stycke norr om Maren av Edvard Didrik Taube. Omkring 1740 utökades byggnaden betydligt. Den röda mangården byggd av trä står kvar än idag. 
Av Sundbys första hus från 1600-talet vid Marens södra strand återstår nu en ruin med en rektangulärt murad stengrund cirka trettio meter lång och femton meter bred. Sundby blev i mitten av 1765 fideikommiss genom Johan Rosir men sedan hans släkt dött ut övergick fideikommisset på släkten Hamilton och sedan från 1854 på släkten Stenbock. Den förste innehavaren av släkten var dock inte förtjust i skärgården, men sedan hans skånska gods gått förlorade 1890 valde han att slå sig ned här, han avled dock under sin resa innan han kommit fram till ön. 
Sonen Albert Stenbock som gjort sig osams med sin far bodde då i New York, men han insåg att han borde återvända och med hustru och barn slog han sig ned på Sundby. Han omkom 1904 i en drunkningsolycka i närheten, hans kropp återfanns aldrig. Änkan Rose Mary Watters lät uppföra Rosenhill bredvid det gamla säteriet. Deras son var Albert Stenbock, Gustaf Adolfs adjutant och hovjägmästare. Efter grevinnan Ebba Stenbock född Falkenbergs bortgång 2005 övertogs godset av döttrarna Catharina Stenbock-Lewenhaupt och Margareta Stenbock von Rosen. Gårdens utkomst består idag av skogsbruk, fastighetsförvaltning samt turism.

## Naturreservat
Sundbys södra områden med skogar, berg och öppna ängsmarker, samt tillhörande skärgård, ingår i Sundby naturreservat.

## Galleri

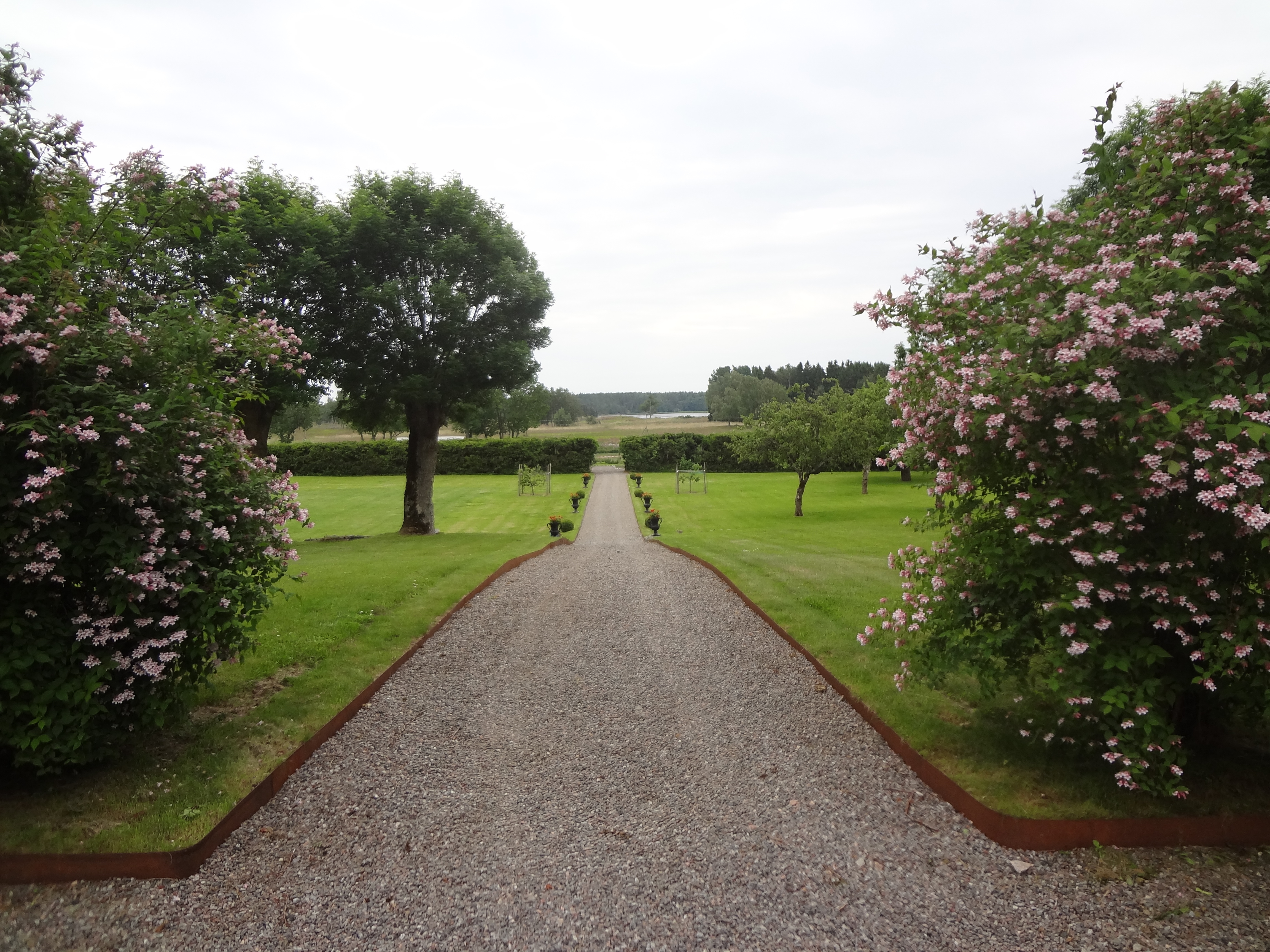
Utsikt från nya Sundby gård ner mot sjön Maren.
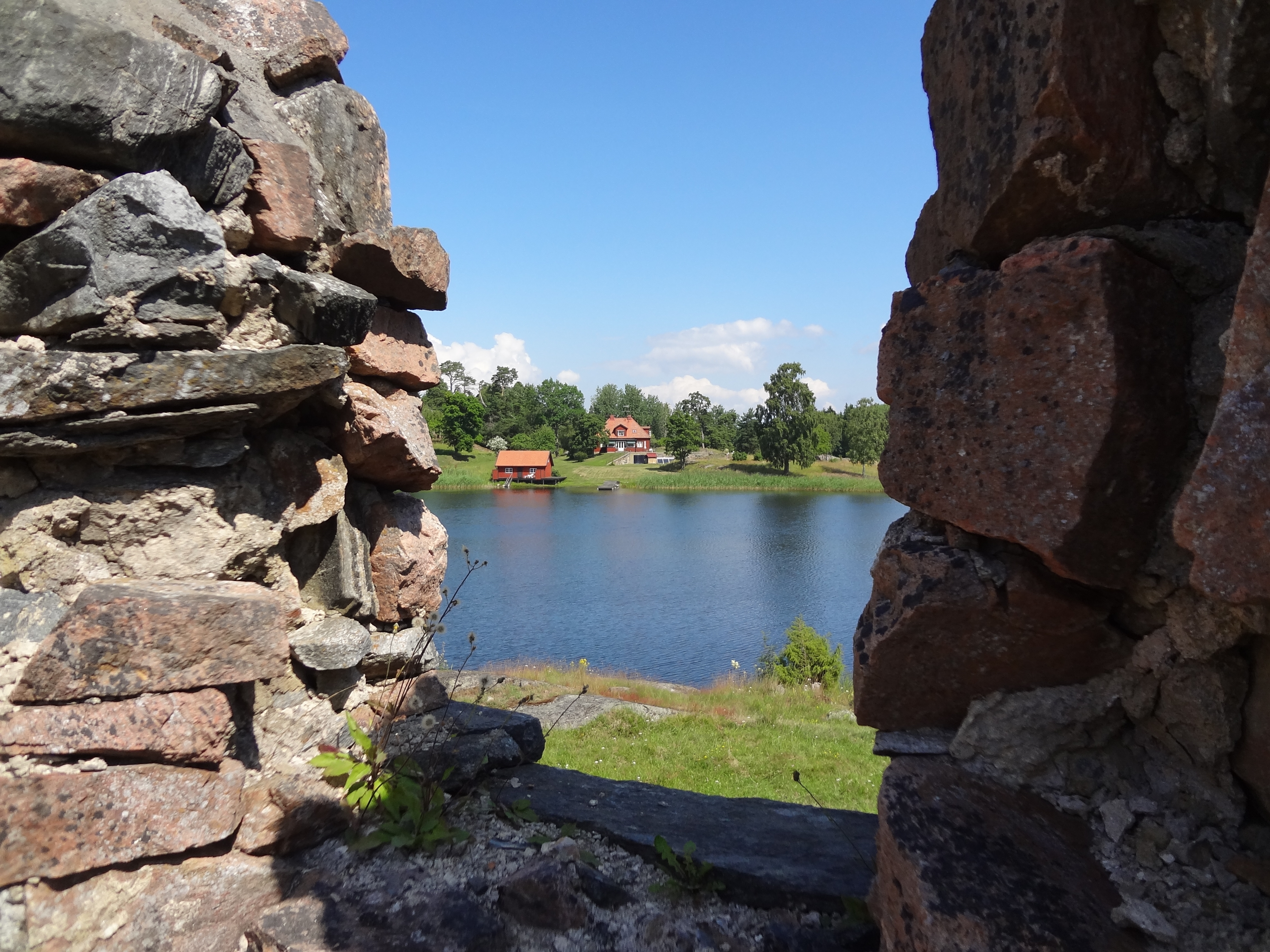
Vy från ruinen. På andra sidan Maren syns nya Sundby.
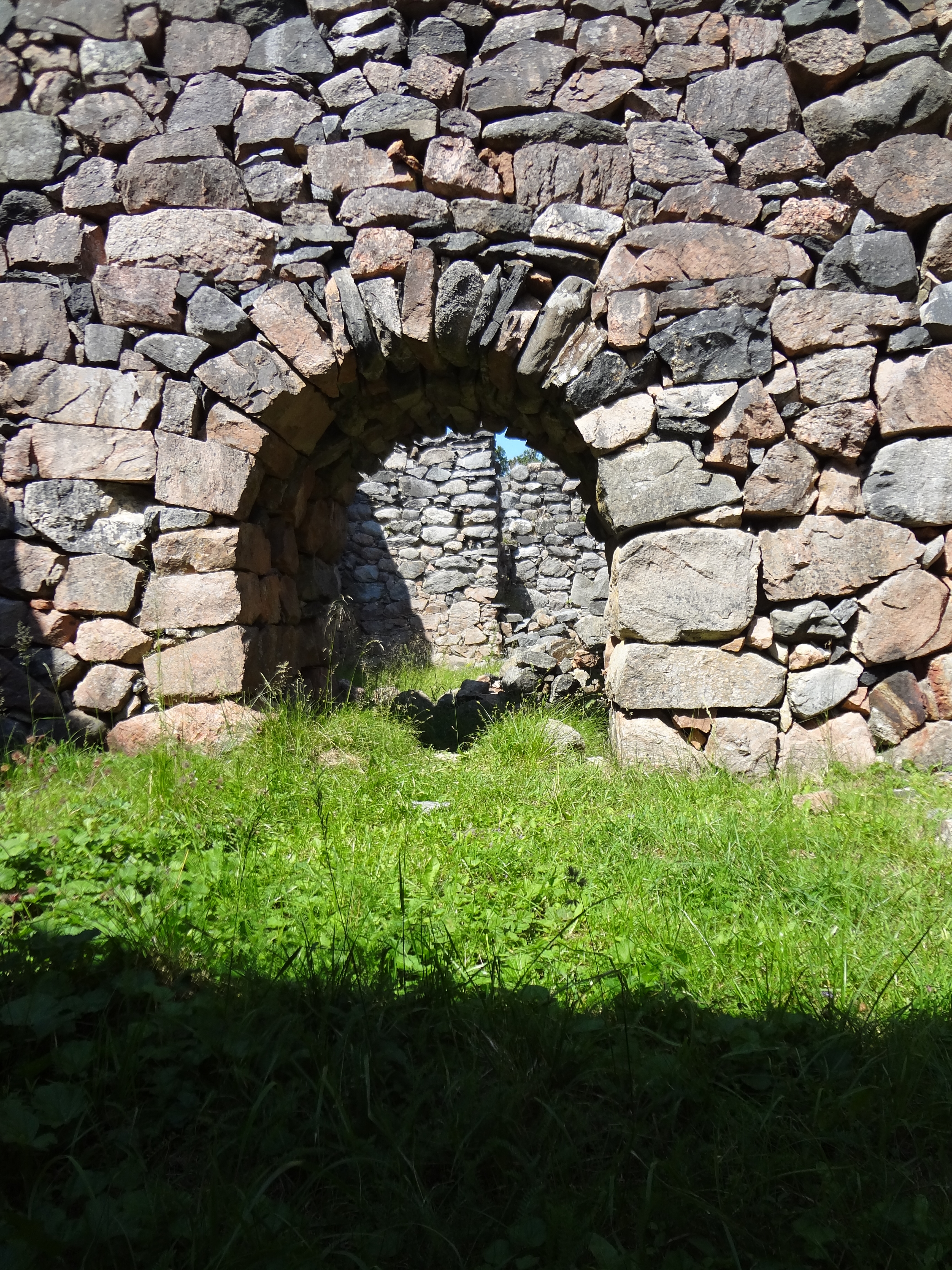
Inne i ruinen.
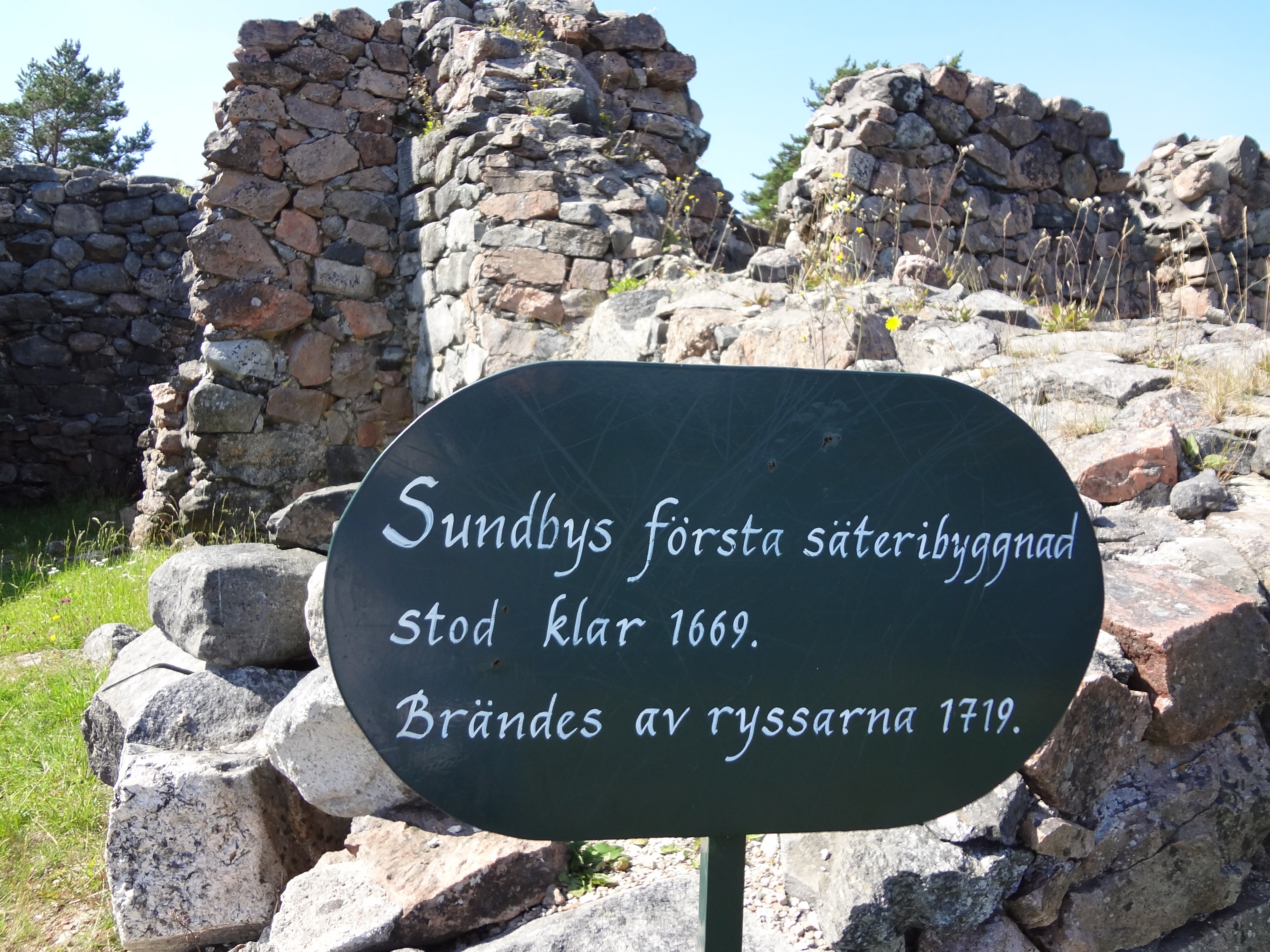
Skylt vid ruinen.